# Budiszcze (obwód kurski)
Budiszcze (ros. Будище) – wieś (ros. деревня, trb. dieriewnia) w zachodniej Rosji, w sielsowiecie samoriadowskim rejonu bolszesołdatskiego w obwodzie kurskim.

## Geografia
Miejscowość położona jest nad rzeką Worobża, 2 km od centrum administracyjnego sielsowietu samoriadowskiego (Samoriadowo), 13,5 km od centrum administracyjnego rejonu (Bolszoje Sołdatskoje), 73,5 km od Kurska.

## Demografia
W 2010 r. miejscowość zamieszkiwało 287 osób.